# Rajasaaret (ö i Norra Karelen)
Rajasaaret är en ö i Finland. Den ligger i sjön Korpijärvi och i kommunen Libelits i den ekonomiska regionen  Joensuu ekonomiska region  och landskapet Norra Karelen, i den sydöstra delen av landet, 300 km nordost om huvudstaden Helsingfors. Öns area är 0,6 hektar och dess största längd är 120 meter i öst-västlig riktning.  Notera att namnet antyder att det är fråga om flera öar.